# Маунт-Плезант Тауншип (округ Адамс, Пенсільванія)
Маунт-Плезант Тауншип (англ. Mount Pleasant Township) — селище (англ. township) в США, в окрузі Адамс штату Пенсільванія. Населення — 4666 осіб (2020).

## Демографія
Згідно з переписом 2010 року, у селищі мешкали 4693 особи в 1788 домогосподарствах у складі 1329 родин. Було 1869 помешкань
Расовий склад населення:
| - 94,4 % — білих - 0,8 % — чорних або афроамериканців - 0,6 % — азіатів - 0,1 % — корінних американців - 3,0 % — осіб інших рас |

До двох чи більше рас належало 1,2 %. Частка іспаномовних становила 6,5 % від усіх жителів.
За віковим діапазоном населення розподілялося таким чином: 22,2 % — особи молодші 18 років, 64,2 % — особи у віці 18—64 років, 13,6 % — особи у віці 65 років та старші. Медіана віку мешканця становила 42,6 року. На 100 осіб жіночої статі у селищі припадало 96,9 чоловіків;  на 100 жінок у віці від 18 років та старших — 97,4 чоловіків також старших 18 років.
Середній дохід на одне домашнє господарство  становив 69 639 доларів США (медіана — 60 352), а середній дохід на одну сім'ю — 79 426 доларів (медіана — 69 600). Медіана доходів становила 48 769 доларів для чоловіків та 27 625 доларів для жінок. За межею бідності перебувало 10,6 % осіб, у тому числі 26,6 % дітей у віці до 18 років та 2,4 % осіб у віці 65 років та старших.
Цивільне працевлаштоване населення становило 2474 особи. Основні галузі зайнятості: виробництво — 28,2 %, освіта, охорона здоров'я та соціальна допомога — 22,3 %, мистецтво, розваги та відпочинок — 9,1 %, роздрібна торгівля — 9,0 %.